# I Saw Her Standing There
"I Saw Her Standing There" được sáng tác bởi John Lennon và Paul McCartney, là ca khúc mở đầu cho album đầu tay của nhóm, Please Please Me, và được phát hành ở Anh ngày 22 tháng 3 năm 1963 bởi Parlophone.
Tháng 12 năm 1963, Capitol Records phát hành bài hát này ở Mỹ để làm mặt B cho đĩa đơn "I Want to Hold Your Hand". Trong khi bài hát mặt A đứng đầu bảng xếp hạng của Billboard Mỹ trong 7 tuần từ ngày 18 tháng 1 năm 1964 thì "I Saw Her Standing There" cũng vào bảng xếp hạng Billboard Hot 100 vào ngày 8 tháng 2 năm 1964 và đứng ở đó trong 11 tuần, và đạt vị trí cao nhất là hạng 14. Bài hát chỉ nằm trên bảng xếp hạng Cashbox đúng 1 ngày, cùng với ngày nó lọt vào Billboard. "I Saw Her Standing There" đứng vị trí 140 trong "500 bài hát vĩ đại nhất" và vị trí số 16 trong danh sách "100 bài hát của The Beatles" đều của tạp chí Rolling Stone.